# Pomatoschistus lozanoi
Pomatoschistus lozanoi é uma espécie de peixe pertencente à família Gobiidae.
A autoridade científica da espécie é de Buen, tendo sido descrita no ano de 1923.

## Portugal
Encontra-se presente em Portugal, onde é uma espécie nativa.

## Descrição
Trata-se de uma espécie de água salobra e marinha. Atinge os 8 cm de comprimento total nos indivíduos do sexo masculino.